# Kringproces

Het carnotproces is het ideale kringproces met hoogste rendement.

Een kringproces is een proces in een thermodynamisch systeem waarbij een arbeidsmedium een reeks van toestandsveranderingen doorgaat, zodanig dat de eindtoestand van het arbeidsmedium gelijk is aan de begintoestand. Hierbij wordt in een positief kringproces mechanische arbeid verricht, zoals in het geval van een warmtemotor of een verbrandingsmotor, en in een negatief kringproces warmte afgevoerd, zoals het geval is bij een koelmachine of warmtepomp. Bij een gesloten kringproces wordt het arbeidsmedium steeds opnieuw gebruikt, terwijl dit bij een open kringproces vervangen wordt.
De hoeveelheid warmte die in het kringproces wordt gebruikt, is gelijk aan de hoeveelheid arbeid die wordt geleverd. Niet alle door het kringproces geleverde warmte of arbeid is in de vorm van nuttige warmte of arbeid (beide vormen van energie). De verhouding tussen de hoeveelheid nuttige energie en de totale energie (in de vorm van warmte of arbeid) in het kringproces bepaalt het rendement van het kringproces.
Een kringproces met een rendement van 100% is volgens de tweede wet van de thermodynamica niet realiseerbaar.
Enige kringprocessen zijn:
- brayton- of joulecyclus
- carnotproces
- dieselproces
- ericssonproces
- otto-proces
- rankine-proces
- siemenscyclus
- seiliger-proces
- stirlingproces